# Avenida Armada Argentina
La Avenida Armada Argentina es una avenida cordobesa totalmente asfaltada, que pasa por el sur de esta ciudad argentina. La misma tiene un recorrido de aproximadamente 8,2 km y se extiende desde la Rotonda de la Plaza Guillermo Brown (en el empalme con la avenida Vélez Sársfield) hasta el límite del ejido municipal, es decir, hasta el límite sur del departamento Capital para convertirse en la Autovía del Bicentenario (vieja Ruta 5) que llega a ciudades como Alta Gracia, Santa Rosa de Calamuchita, Río Cuarto y a los valles de Paravachasca y Calamuchita.

## Toponimia
La avenida lleva este nombre en honor las Fuerzas Armadas argentinas.

## Transporte
Además de los recorridos locales, circulan colectivos interurbanos de diferentes líneas como Sierras de Calamuchita, Sarmiento o Buses Lep, al igual que ómnibus de larga distancia, ya que la Av. Armada Argentina recibe el flujo de la ruta RP 5 que une la ciudad con Alta Gracia y Río Cuarto o los valles turísticos de Paravachasca y Calamuchita.
| Corredor   | Líneas                                         |
| ---------- | ---------------------------------------------- |
| Corredor 3 | - 30 - 31 - 32 - 33 - 34 - 35 - 36 - B30 - D30 |

## Trazado
La numeración catastral va del 0 al 3900. En los primeros metros presenta un camino sinuoso, que a la altura del 600 llega a ser una curva de 90° conocida como La curva del ahorcado dada su peligrosidad que implica tomarla a alta velocidad. Metros antes de llegar al CPC Residencial Sud - Villa El Libertador, cruza por debajo de la Avenida de Circunvalación. Luego de pasar frente a la Universidad Católica de Córdoba (UCC), se convierte en una autovía con dos carriles por sentido para una vez cruzado el límite interdepartamental entre Capital y Santa María convertirse en la Ruta Provincial 5.